# 임원준 (1423년)
임원준(任元濬, 1423년 ~ 1500년) 조선전기 의정부좌찬성 등을 역임한 좌리공신. 본관은 풍천(豊川). 자는 자심(子深), 호는 사우당(四友堂). 병마사(兵馬使) 임거경(任巨卿)의 손자로 아버지는 임견(任肩), 어머니는 송호(宋瑚)의 딸이다. 10세에 글을 지어 신동으로 불렸다. 아들임사홍은 효령대군의 손녀사위이며, 손자 임광재와 임숭재는 각각 예종의 딸 현숙공주와 성종의 딸 휘숙옹주와 혼인하였고 임희재는 영응대군의 외손녀와 혼인하였다.

### 관료생활
1445년(세종 27년) 세종이 효령대군(孝寧大君)의 농장에 찾아갔을 때 그가 글을 잘 짓는 것을 보고 칭찬하여 특별히 동반직의 벼슬을 주었으며, 이어 시로서 왕의 총애를 받아 집현전 찬서국에 발탁되어 집현전 부사정이 되었다. 그 뒤 1453년(단종 원년) 사가독서하였다. 1456년(세조 2년)에 식년문과에 을과로 급제, 집현전부교리에 제수되었다. 다음해 중시(重試) 문과에 병과로 합격하여 예문관직제학이 되었으며 사헌부장령, 봉상시판사(奉常寺判事) 등을 지냈다. 이어 이조참의에 오르고, 호조·예조·병조·형조 등 4조의 참판을 지냈다. 1457년 명나라 영종의 즉위를 축하하는 표전문을 직접 지어 왕에게 칭찬을 들었으며 1463년 세조의 명으로 의약론(醫藥論)을 주해하였다.
1466년 발영(拔英)·등준(登俊)의 양시에 합격하여, 바로 예조판서와 · 의정부좌찬성(議政府左贊成)· 우참찬에 올랐다.
1471년(성종 2) 좌리공신(佐理功臣) 3등이 되고 서하군(西河君)에 봉해졌다. 문장으로 이름이 났고, 풍수·의복(醫卜)에도 능통하였다.

### 생애 후반
아들 임사홍이 흙비 사건 등으로 대간의 미움을 사 성품이 교활하고 탐사한 소인이라고 계속해서 함께 공격당했다. 삼정승(영의정, 좌의정, 우의정)의 물망에 오르기도 했지만, 대간들의 탄핵으로 번번이 실패했다.
1506년 중종 반정 이후 아들 임사홍에 연좌되어 관작이 추탈되었다. 아들 임사홍(任士洪), 손자 임숭재(任崇載)도 탐욕스럽고 간사하여 나라를 그르치게까지 되어 당시 사람들이 대임(大任)·소임(小任)이라고 하였다. 시호는 호문(胡文), 저서로는 《창진집》이 있다.

### 사후
묘소는 여주군 여주읍 능현리 산25-5에 안장되었으며 경기도 향토유적 제13호로 지정되었다. 『여주목고적병록성책(驪州牧古蹟並錄成冊)』에 의하면, 1500년(연산군 6년) 비문을 세웠으며 그의 비문은 의정부좌참찬(議政府左參贊) 홍귀달(洪貴達)이 찬(撰)하고, 통선랑(通善郞) 신은윤(辛殷尹)이 전(篆)을 했으며, 손자이면서 문인, 서예가인 임희재(任熙載)가 쓴 것으로 되어 있다.

## 가족 관계
- 증조부 : 임군보
- 증조모 : 고성 박씨
  - 조부 : 임거경(任巨卿)
    - 아버지 : 임견(任肩)
      - 부인 : 정경부인 의령 남씨, 남규의 딸, 남곤의 고모
        - 장남 : 임사홍
        - 자부 : 전주 이씨, 보성군(寶城君)의 딸(효령대군의 손녀)
          - 장손 : 풍천위(豊川尉) 임광재(任光載, ? - 1495년) - 예종의 딸 현숙공주와 혼인
          - 차손 : 임희재(任熙載, 1472년 - 1504년)
          - 삼손 : 임문재(任文載)
          - 사손 : 풍원위(豊原尉) 임숭재(任崇載, ? - 1505년) - 성종의 딸 휘숙옹주와 혼인
          - 장손녀 : 풍천 임씨
          - 차손녀 : 풍천 임씨
          - 손서 : 노종(盧種, 노사신의 손자)

        - 차남 : 임사영

## 저서
- 의약론 주해
- 《창진집》

## 임원준을 연기한 배우
```
* 신종섭 / 
오승명
 - 
왕과 비
```

## 같이 보기
| - 효령대군 - 보성군 - 임사홍 - 남치신 - 남곤 - 임광재 - 임숭재 - 임희재 | - 신승선 - 신수근 - 신숙주 - 폐비 윤씨 - 중종 반정 |

url=https://terms.naver.com/100.nhn?docid=846571 }}